# Bosut

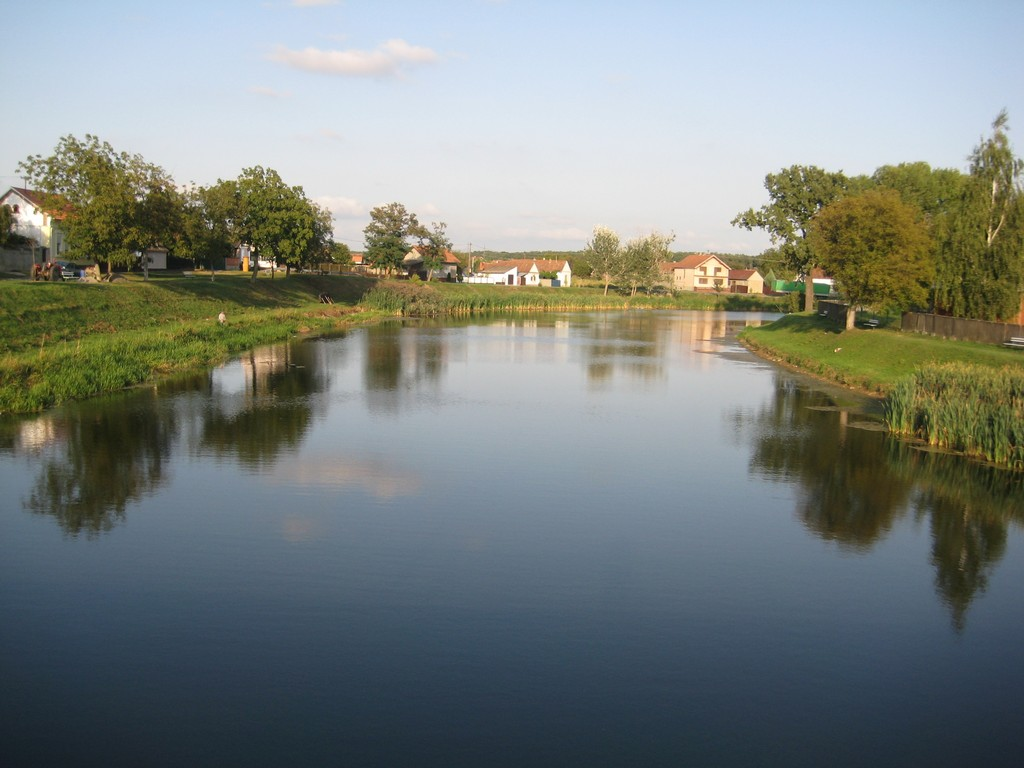
Bosut mellan Rokovci och Andrijaševci

Bosut är ett vattendrag i östra Kroatien och i nordvästra Serbien. Det är en 186 km lång biflod till Sava. Vattendraget rinner mellan Dilj Planina i Kroatien och orten Bosut i Serbien.